# Beerenberg (Jan Mayen)
Der Beerenberg („Bärenberg“) ist der nördlichste über dem Meeresspiegel gelegene aktive Vulkan der Erde. Er liegt auf der politisch zu Norwegen gehörenden Insel Jan Mayen und ist 2277 m hoch. Vom Meeresgrund an gemessen erreicht er eine Höhe von etwa 5000 m.

## Name
1615, ein Jahr nach der Entdeckung Jan Mayens durch den englischen Walfangkapitän John Clarke, erreichte Robert Fotherby († 1646) auf einer Entdeckungsreise die Insel, die er für unbekannt hielt. Er nannte sie Thomas Smith’s Island und gab ihrem dominanten Berg dessen ersten Namen – Mount Hakluyt – nach dem englischen Geographen Richard Hakluyt. Diese Bezeichnung setzte sich jedoch nicht durch, sondern der auf Michiel de Ruyter zurückgehende Name Beerenberg, der in der Variante Beerenbergh auf Joan Blaeus Karte aus dem Jahre 1662 erscheint. In deutschsprachigen Schriften wurde manchmal auch die deutsche Übersetzung Bärenberg verwendet, zum Beispiel 1746 von Johann Anderson.

## Geographie
Jan Mayen liegt auf der Grenze zwischen Grönlandsee und Europäischem Nordmeer. Es befindet sich auf einer tektonischen Bruchzone (Jan-Mayen-Transformstörung), die zwei Abschnitte des mittelatlantischen Rückens miteinander verbindet. Die gesamte Region wird dem Hotspot-Vulkanismus zugerechnet.
Der zum Typ Stratovulkan gehörende Beerenberg bildet den gesamten Nordteil der Insel (genannt Nord-Jan). Seine höchsten Erhebungen liegen auf dem nach Nordwesten hin geöffneten Kraterrand. Der Haakon VII Topp auf der westlichen Seite ist mit 2277 Metern der höchste Gipfel und nach dem norwegischen König Haakon VII. benannt (Lage). Andere hohe Gipfel sind Wordietoppen (Südwesten, 2210 m, Lage), Hakluyttoppen (Nordosten, 2205 m, Lage), Mercantontoppen (Südosten, 2188 m, Lage), Gjuvtinden (Norden, 2113 m, Lage) und Kongshamaren (Nordwesten, 1928 m, Lage). Diese Gipfel liegen in einer Entfernung von maximal zwei Kilometer zueinander. Dies entspricht der Nord-Süd-Ausdehnung des Kraterrands.

## Glaziologie

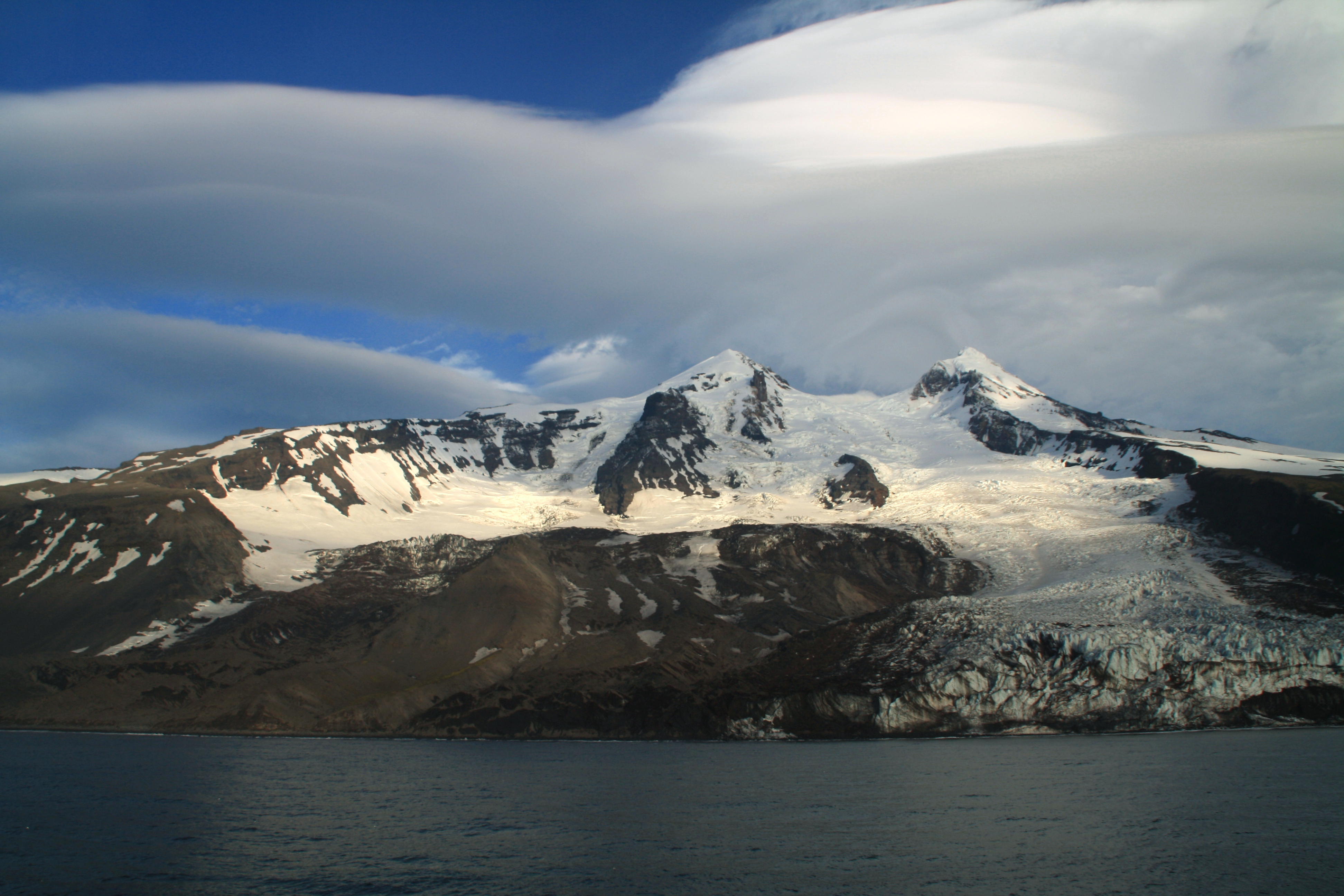
Weyprecht-Gletscher mit Haakon VII Topp (rechts) und Hakluyttoppen (Mitte)

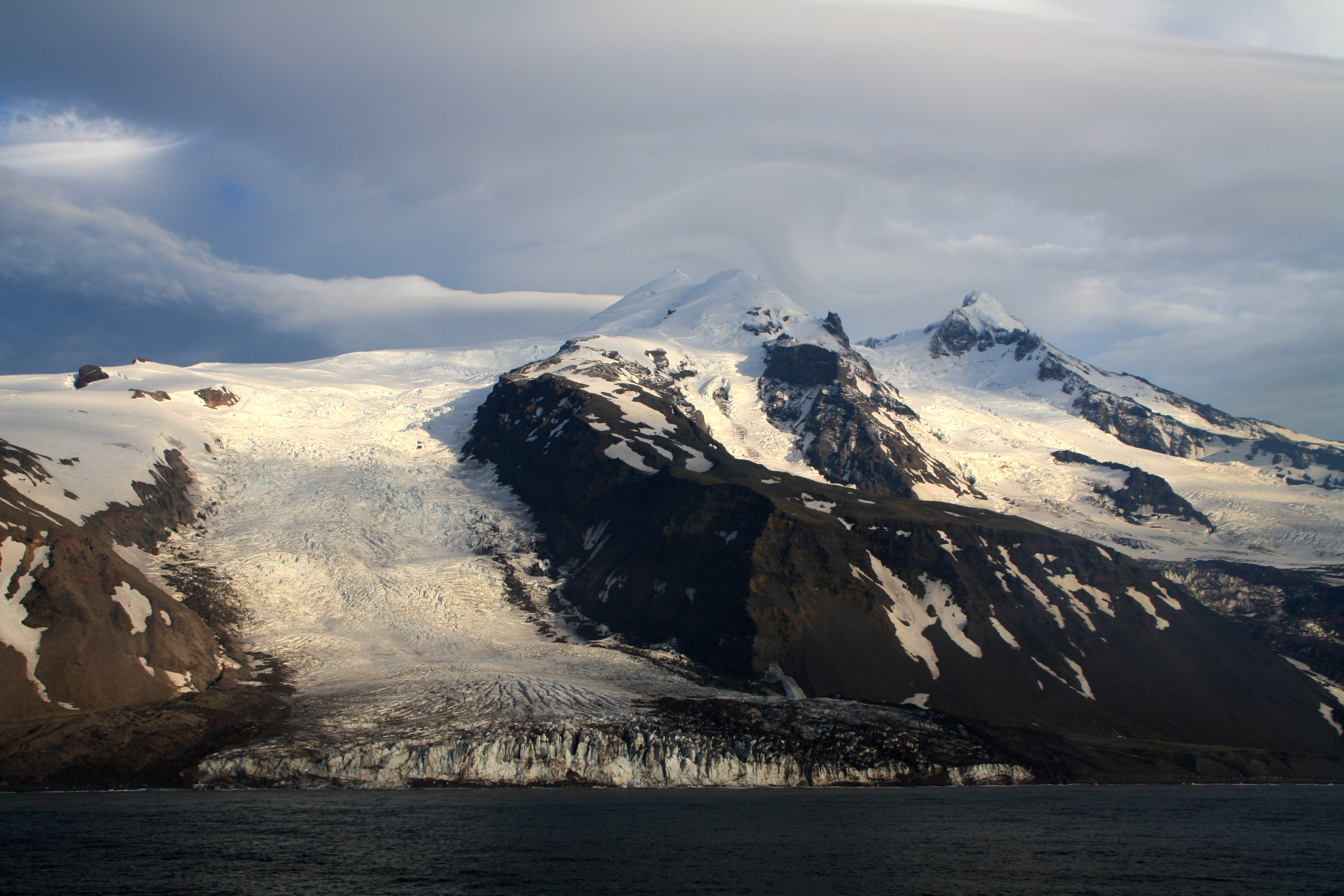
Kjerulf-Gletscher

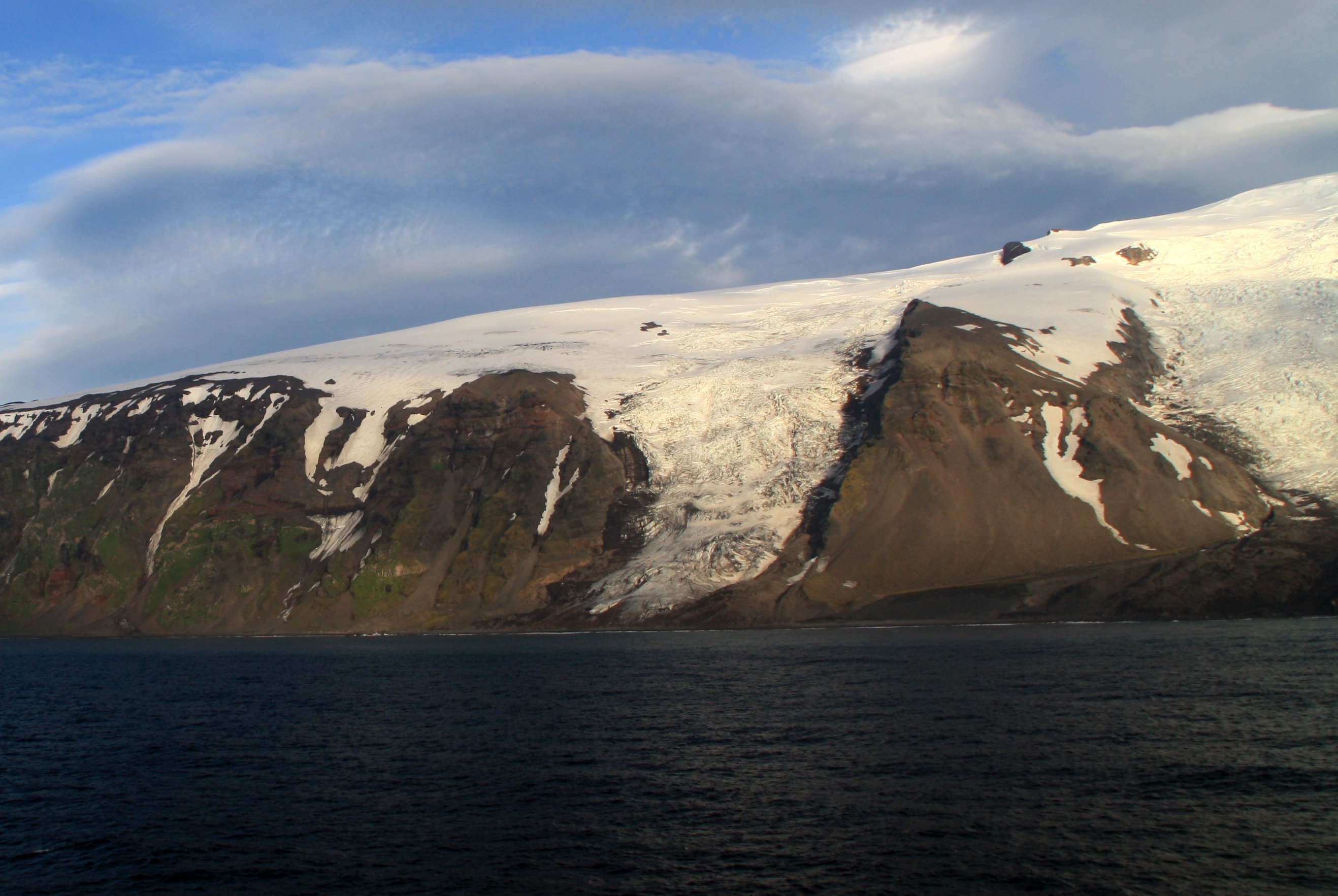
Eisfall und Zunge des Svend-Foyn-Gletschers

Der Beerenberg ist stark vergletschert; seine Eiskappe bedeckt eine Fläche von 113 km². Nach dem Ende der letzten Eiszeit gab es mindestens zwei Perioden zunehmender Vergletscherung, eine vor 2500 Jahren und eine zweite während der sogenannten Kleinen Eiszeit, als die Gletscher um 1850 ihre größte Ausdehnung erreichten. In der Folge schwankte ihre Größe mit einem Minimum im Jahr 1950 und einer Wachstumsperiode zwischen 1960 und 1965. Untersuchungen während des 4. Internationalen Polarjahrs haben ergeben, dass das Eisvolumen der Gletscher Jan Mayens sich – anders als auf Spitzbergen oder Island – zwischen 1949 und 2008 nicht signifikant verändert hat. Im südlichen Bereich der Eiskappe hat es von 1975 bis 2008 sogar leicht zugenommen.
Von den in alle Himmelsrichtungen verlaufenden 20 einzelnen Gletscherströmen kalben fünf direkt ins Meer. Der größte Gletscher ist der Sørbreen mit einer Fläche von 15 km² und einer Länge von 8,7 km. Vom Hauptkrater des Beerenbergs aus erstreckt sich der mächtige Weyprecht-Gletscher bis an die Nordküste der Insel. Er ist der aktivste Gletscher, gefolgt von seinen östlichen Nachbarn, Kjerulf-Gletscher und Svend-Foyn-Gletscher.
| Name                              | deutsch                         | Fläche (km²) | Länge (km) | maximale Höhe (m) | minimale Höhe (m) | Richtung   | WGS84                      |
| --------------------------------- | ------------------------------- | ------------ | ---------- | ----------------- | ----------------- | ---------- | -------------------------- |
| Sørbreen                          | Südgletscher                    | 15,00        | 8,7        | 2200              | 80                | Süden      | 71° 1′ 5″ N, 8° 11′ 49″ W  |
| Kronprins Olavs Bre (Südwestteil) | Kronprinz-Olav-Gletscher        | 11,40        | 7,4        | 2240              | 440               | Südwesten  | 71° 2′ 59″ N, 8° 12′ 40″ W |
| Kerckhoffbreen                    | Kerckhoff-Gletscher             | 9,00         | 7,3        | 2200              | 280               | Westen     | 71° 3′ 41″ N, 8° 19′ 10″ W |
| Charcotbreen                      | Charcot-Gletscher               | 5,55         | 6,9        | 2240              | 40                | Westen     | 71° 4′ 48″ N, 8° 16′ 58″ W |
| Vestisen                          | Westeis                         | 2,30         | 3,4        | 1500              | 540               | Westen     | 71° 4′ 59″ N, 8° 15′ 14″ W |
| Jorisbreen                        | Joris-Gletscher                 | 3,30         | 6,0        | 2260              | 20                | Nordwesten | 71° 6′ 0″ N, 8° 16′ 0″ W   |
| Hamarbreen                        | Hammergletscher                 | 2,25         | 4,7        | 1580              | 10                | Nordwesten | 71° 6′ 2″ N, 8° 13′ 51″ W  |
| Weyprechtbreen                    | Weyprecht-Gletscher             | 8,90         | 6,8        | 2080              | 0                 | Nordwesten | 71° 6′ 52″ N, 8° 11′ 13″ W |
| Gjuvbreen                         | Östlicher Weyprecht-Gletscher   | 2,80         | 5,3        | 2100              | 0                 | Nordwesten | 71° 6′ 57″ N, 8° 9′ 51″ W  |
| Kjerulfbreen                      | Kjerulf-Gletscher               | 5,80         | 6,4        | 2140              | 0                 | Norden     | 71° 7′ 51″ N, 8° 8′ 37″ W  |
| Svend Foynbreen                   | Svend-Foyn-Gletscher            | 2,60         | 4,6        | 1400              | 0                 | Norden     | 71° 7′ 53″ N, 8° 6′ 42″ W  |
| Kronprinsesse Märthas Bre         | Kronprinzessin-Märtha-Gletscher | 9,40         | 4,7        | 1320              | 420               | Nordosten  | 71° 7′ 0″ N, 8° 5′ 0″ W    |
| Dufferinbreen                     | Dufferin-Gletscher              | 1,55         | 3,7        | 1500              | 400               | Osten      | 71° 6′ 24″ N, 8° 1′ 51″ W  |
| Frielebreen                       | Friele-Gletscher                | 2,80         | 5,0        | 1660              | 0                 | Osten      | 71° 6′ 0″ N, 8° 2′ 0″ W    |
| Prins Haralds Bre                 | Prinz-Harald-Gletscher          | 3,50         | 5,3        | 2200              | 0                 | Osten      | 71° 5′ 35″ N, 8° 3′ 24″ W  |
| Griegbreen                        | Grieg-Gletscher                 | 4,95         | 5,1        | 2160              | 10                | Osten      | 71° 4′ 41″ N, 8° 5′ 24″ W  |
| Willebreen                        | Wille-Gletscher                 | 5,50         | 5,9        | 2160              | 0                 | Osten      | 71° 4′ 5″ N, 8° 1′ 20″ W   |
| Petersenbreen                     | Petersen-Gletscher              | 5,35         | 5,5        | 1620              | 230               | Südosten   | 71° 3′ 10″ N, 8° 2′ 23″ W  |
| Fotherbybreen                     | Fotherby-Gletscher              | 9,00         | 7,2        | 2140              | 300               | Südosten   | 71° 2′ 4″ N, 8° 5′ 3″ W    |
| Wardbreen                         | Ward-Gletscher                  | 3,25         | 5,7        | 2200              | 550               | Süden      | 71° 1′ 27″ N, 8° 7′ 38″ W  |

## Vulkanische Aktivität

### 18. und 19. Jahrhundert
Der Beerenberg galt nach der Entdeckung Jan Mayens im Jahre 1614 als erloschen oder fast erloschen. Am 17. Mai 1732 kam es aber zu einem Ausbruch, der vom Hamburger Kapitän Jacob Jacobsen Laab beobachtet wurde. Der Hamburger Bürgermeister Johann Anderson berichtet darüber in seinem Buch Nachrichten von Island, Grönland und der Strasse Davis, zum wahren Nutzen der Wissenschaften und der Handlung, das 1746 erschien. Danach hat Laab am Fuße des Beerenbergs Flammen und Rauch beobachtet. Noch in einer Entfernung von 15 Meilen ging ausgeworfene Asche nieder, die „das Deck des Schiffes ganz dicke angefüllet“ hätte. Alicke Payens, ein anderer deutscher Kapitän, ging einige Wochen später an Land, fand aber keine frisch erstarrte Lava, sondern nur Asche, in die er „bis zum halben Beine“ einsank. Einen weiteren Ausbruch beobachtete der britische Seefahrer William Scoresby am 29. April 1818. Dabei wurde schwarzer Rauch im Abstand von drei bis vier Minuten von der Erde nördlich von Eggøya mit großer Geschwindigkeit bis in eine Höhe von 1200 m ausgestoßen.
Wo genau die Ausbrüche von 1732 und 1818 erfolgten, ist noch nicht vollständig geklärt. Ein möglicher Kandidat ist der Dagnyhaugen in der Nähe des Eskkraters. Pall Imsland sieht es als gesichert an, dass die Lavafelder Røysflya (1732) und Laguneflya (1818) bei diesen Ausbrüchen entstanden sind. Gjerløw et al. sehen den Ausbruch von 1732 dagegen als eine Surtseyanische Eruption an, die zur Entstehung von Eggøya führte.
Eine von keinem Augenzeugen beobachtete Eruption könnte um die Mitte des 19. Jahrhunderts zwischen dem Besuch Scoresbys von 1818 und dem der österreichischen Expedition im Ersten Internationalen Polarjahr 1882/83 stattgefunden haben. Beide fertigten Karten Jan Mayens an, die in allen Details gut übereinstimmen, mit Ausnahme der vier Kilometer langen und einen Kilometer breiten Küstenebene Kokssletta westlich des Nordkaps, die auf Scoresbys Karte fehlt. Man nimmt deshalb an, dass sie sich erst in der Zwischenzeit gebildet hat.

### 20. Jahrhundert
Begleitet von einem Erdbeben der Stärke 5,1 auf der Richterskala begann am Morgen des 18. September 1970 ein Ausbruch an der Nordostflanke des Beerenbergs. Entlang einer sich öffnenden sechs Kilometer langen Spalte von annähernd Meeresniveau bis zu einer Höhe von 1000 m öffneten sich fünf Hauptkrater. Basaltische Lava trat in bis zu 200 m hohen Fontänen aus und floss mit einer Geschwindigkeit von 4 m/s hangabwärts ins Meer. Eine nach Schwefelwasserstoff stinkende Wolke aus Dampf und vulkanischem Staub erreichte am 20. September eine Höhe von 10.000 m. Die vulkanische Aktivität war während der ersten vier Tage am stärksten. In der zweiten Oktoberwoche waren nur noch zwei Krater aktiv. Im März 1971 waren erneut starke Erdstöße zu verzeichnen, und schwarzer Rauch zog über den Nordostteil der Insel. Am 23. Mai erschienen schwarze und gelbe Flecken auf dem Schnee der Halbinsel Eggøya. Durch den Lavafluss von 1970 entstand neues Land (Nylandet) von 4 km² Größe, von dem ein Teil unter dem Einfluss von Treibeis und Meeresbrandung wieder erodierte. Die Küstenlinie verschob sich im Bereich von Clandeboyebukta and Austbukta um etwa einen Kilometer nach Osten.
Einen kleineren Ausbruch gab es am 6. und 7. Januar 1985. Am Sarskrater öffnete sich eine Spalte, die ostwärts bis zur Küste zwischen dem Nord- und dem Ostkap lief. Austretende Lava floss nach Norden über die Küstenebene Kokssletta bis ins Meer. Gleichzeitig entwich Dampf im Hauptkrater des Beerenbergs und ließ einen Teil des Weyprechtgletschers schmelzen. Das Volumen der ausgetretenen Lava wird auf 6 Millionen Kubikmeter geschätzt.

## Besteigungsgeschichte
Die erste bekannte Besteigung des Beerenbergs unternahmen vom 9. bis 11. August 1921 James Wordie und fünf weitere Männer seiner Expedition, darunter auch Paul-Louis Mercanton und Thomas Charles Lethbridge. 1927 folgten ihnen die Norweger Finn Devold (1902–1977) und Gustav Øines gemeinsam mit dem US-amerikanischen Geologen Henry Joesting (1903–1965), 1933 der britische Geologe und Bergsteiger Noel Odell. Im April und Mai 1944 bestieg Per Wexels, der zur Besatzung der norwegischen meteorologischen Station gehörte, die während des Zweiten Weltkriegs auf Jan Mayen eingerichtet war, den Berg fünf Mal.